# Anthiró
Anthiró är en kommunhuvudort i Grekland.   Den ligger i prefekturen Nomós Kardhítsas och regionen Thessalien, i den centrala delen av landet, 250 km nordväst om huvudstaden Aten. Anthiró ligger 783 meter över havet och antalet invånare är 270.
Terrängen runt Anthiró är huvudsakligen bergig, men norrut är den kuperad. Runt Anthiró är det mycket glesbefolkat, med 3 invånare per kvadratkilometer. Närmaste större samhälle är Eláti, 18,5 km norr om Anthiró. I omgivningarna runt Anthiró växer i huvudsak blandskog.